# Cenobit
En cenobit (från grekiskans koinos gemensam, och bios, liv, alltså "levande i gemenskap"), är en munk som lever gemensamt med andra munkar. Motsatsen, en munk som lever eremitiskt (avskilt från andra munkar), kallas istället anakoret.
Redan den helige Antonius hade uppmuntrat eremiter att förena sig och inrätta celler i varandras närhet, men det första klostret (coenobium) grundades först runt 300-talet av Antoninius lärjunge Pachomios.
I boken Utopia av Thomas More beskrivs det ideala livet på ett sätt som påminner en hel del om livet i ett cenobitiskt kloster.